# Общество столичного освещения
Общество столичного освещения — одна из старейших дореволюционных российских газовых компаний, обеспечивавшая светильным газом город Санкт-Петербург.

## История

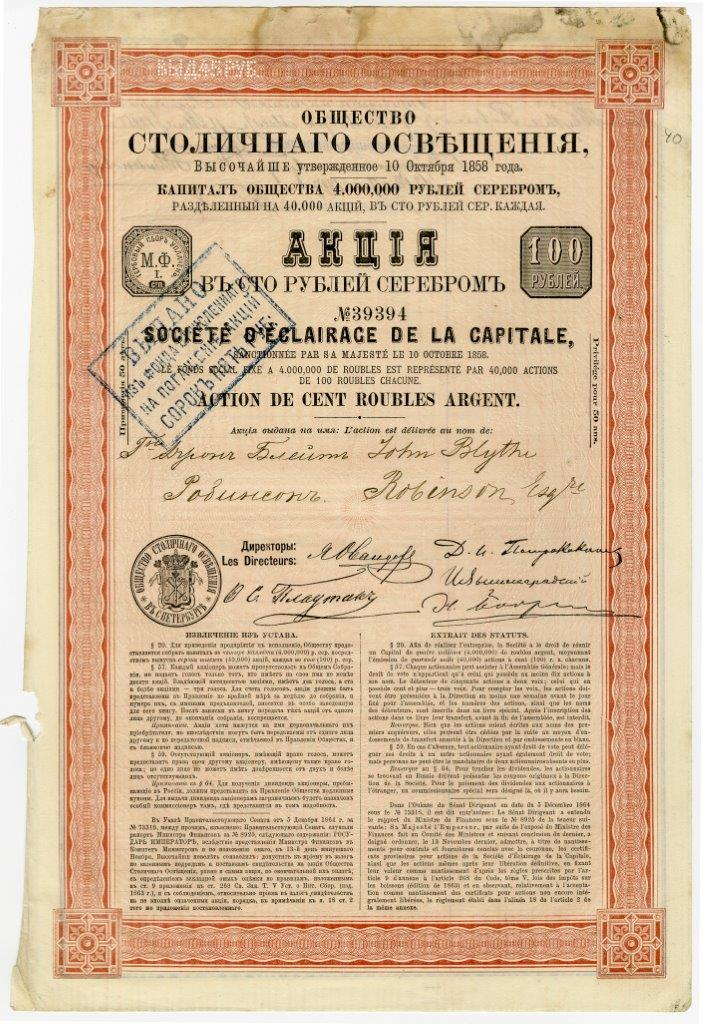
Акция в 100 руб. серебром, именная, Общества столичного освещения. С.-Петербург

Учреждение Общества столичного освещения положило конец более чем двадцатилетнему монопольному положению Общества освещения газом С.-Петербурга, единолично обеспечивавшего светильным газом город на Неве с момента своего основания в 1835 г.
Как явствует из Высочайше утвержденного 10 октября 1858 г. Устава компании: 

Обществу со дня утверждения Устава предоставляется исключительное на пятьдесят лето право освещать газом за известную плату, следующие части столицы, кои подразделяются на четыре округа.
1.	От Адмиралтейской площади по Невскому проспекту до Лиговки, по правому берегу Лиговки до Таврического дворца и вниз по левому берегу Невы до Адмиралтейской площади.
2. От Адмиралтейской	площади между Невским и Вознесенским проспектами, каналами: Лиговки и Обводным.
3.	От Адмиралтейской площади между Вознесенским проспектом, рекою Невою и Фонтанкою.

4.	Васильевский остров в объёме от Горного корпуса по Большой Неве до Малой Невы, по Малой Неве до Тучкова моста и по Среднему проспекту до 22-й линии.
В том же Уставе Общества столичного освещения учредителями фирмы названы обер-гофмаршал Двора Его императорского величества граф Шувалов, поручик Александр и Коллежский регистратор Иван Мясниковы.
Проекты газгольдеров Общества столичного освещения были разработаны выдающимся гражданским инженером Р. Б. Бернгардом, впоследствии занявшим должность главного городского архитектора и оказавшим существенное влияние на облик Санкт-Петербурга. Возведение спроектированных им двух газгольдерных башен первой очереди в районе Обводного канала происходило в 1858—1862 гг. Один из газгольдеров имел форму цилиндра, а другой — многогранника. Оба сооружения имели в диаметре около 33 м — весьма внушительный показатель для того времени.
Газгольдеры второй очереди были построены в 1884 г. опять же по проекту Р. Б. Бернгарда, но на сей раз при участии его сына, В. Р. Бернгарда, также оставившего значительный след в архитектурной истории Северной Пальмиры. Диаметр новых башен составил 42 м.
В 80-е гг. XIX в. началось постепенное вытеснение газовых осветительных приборов электрическими. Несмотря на то, что Санкт-Петербург окончательно перешёл на электрическое освещение лишь в 1930-е гг., потребности города в осветительном газе с каждым годом начали сокращаться. С 1913 г. завод Общества столичного освещения стал производить газ из коксующихся углей для бытовых нужд и котельных, а в конце 1950-хх гг., три десятилетия спустя после большевистской национализации открывает инструментальное производство и производство изделий методом порошковой металлургии. Полное прекращение коксового производства мощностями бывшего Общества столичного освещения произошло в 1972 г. С тех пор сохранившиеся до сих пор газгольдеры компании перестали использоваться по своему прямому назначению.